# Micielno
Micielno – część wsi Lubieniec w Polsce położona w województwie kujawsko-pomorskim, w powiecie włocławskim, w gminie Chodecz.
W latach 1975–1998 Micielno administracyjnie należało do województwa włocławskiego.